# Новизна
Новизна (от лат. novus — «новый») или новшество — сущностное свойство принципиального отличия от существующего и обыденного. Подразумевает преимущественную направленность на появление необычных, оригинальных и порой поразительных черт или характеристик. Явление проявляется как на уровне коллективного опыта новаторского культурного развития, так и на индивидуальном, субъективно воспринимаемом уровне.
Словосочетание и термин может обозначать простое нововведение, усовершенствование или инновацию. В англоязычной юрисдикции, новизна играет ключевую роль в определении патентоспособности инноваций в патентном праве. Например, в сфере биотехнологий, споры часто возникают вокруг критерия «новизны», который требует, чтобы биотехнологические изобретения выходили за рамки уже существующих природных продуктов и решений. В данном контексте «новизна» подразумевает существенные структурные и функциональные отличия, делающие технологию уникальной по сравнению с известными в природе объектами. Определение «новизны» зачастую становится предметом дискуссий и судебных разбирательств.

## Наука
В научных исследованиях актуальное определение новизны занимает центральное положение, включая анализ оригинальности знаний и их ценности. Отбор инструментов и критериев требует внимательного рассмотрения опыта предыдущих достижений. В контексте педагогических исследований новизна означает выделение тех изменений, которые исследователь вносит в уже устоявшиеся концепции. Что включает различные уровни новизны и соответствующие критерии для оценки. Требуется избегать ошибок, таких как поверхностное перечисление уже известных фактов. Существует много разнообразных подходов к оценке новизны, но в некоторых докторских исследованиях она бывает и недостаточно обоснованной. Хотя новизна приносит важные результаты, гонка за ней может подвергнуть риску основные ценности научного поиска. Поэтому крайне важно достичь баланса между требованиями к новизне и сохранением творческой свободы.

## Маркетинг
Интеграция иммерсивного подхода в маркетинг разрабатываемых продуктов позволяет компаниям эффективно повысить свою конкурентоспособность, фокусируясь на концепции «новизны». Аспект новизны включает в себя внедрение уникальных элементов, которые выделяют продукт среди других и создают оригинальный опыт для потребителя. Важным является также вовлечение потребителей в процесс разработки, что подчеркивает и обосновывает новизну продукта, способствует формированию эмоциональной связи с ним. Всё это в совокупности способствует как функциональной ценности продукта, так и его эмоциональной привлекательности. Подход обеспечивает дополнительные преимущества, такие как дифференциация от конкурентов и укрепление лояльности аудитории. Путём создания уникального и глубокого взаимодействия с потребителями компании могут и предоставить функционально ценный продукт и внедрить эмоциональный элемент, который делает продукт более привлекательным для широкой аудитории. Что в свою очередь способствует как повышению продаж, так и установлению долгосрочных связей с клиентами, что является важным фактором для успешной и долгосрочной стратегии компании.

## Управление
Понятие «новизны» связано с созданием инновационных ситуаций и подходов в управлении. Эффект «новизны присутствия» и «новизны вмешательства» подразумевает, что участие высших руководителей в оперативном управлении ведёт к нестандартным ситуациям, где исполнители более внимательно и ответственно подходят к задачам. Что обусловлено ожиданием новых точек зрения и решений со стороны руководства. Воздействие «эффекта новизны» заключается в том, что участие и вмешательство высших руководителей способствует более тщательному анализу и решению ключевых вопросов, важных для текущей деятельности предприятия. В комплексе мер, предотвращает рутинность и повышает осведомлённость руководства о реальной ситуации на предприятии, способствуя обоснованным решениям. Исследование подчеркивает, что в контексте оперативного управления производством понятие «новизны» играет важную роль. Введение высшего руководства в оперативные процессы должно сопровождаться эффектом «новизны», где редкость участия и ощущение присутствия высшего руководства придают особую ценность. Также поддерживает фокусировку на проблемах и избегает ухудшения их значимости. Следовательно, правильное распределение участия высшего руководства и подчёркивание «новизны» способствуют повышению качества оперативного управления и эффективности принимаемых решений.